# Haselrast
Haselrast är ett bergspass i Österrike.   Det ligger i distriktet Wiener Neustadt-Land och förbundslandet Niederösterreich, i den östra delen av landet, 50 km sydväst om huvudstaden Wien. Haselrast ligger 648 meter över havet.
Terrängen runt Haselrast är kuperad. Närmaste större samhälle är Lilienfeld, 19,7 km nordväst om Haselrast. 
I omgivningarna runt Haselrast växer i huvudsak blandskog. Runt Haselrast är det ganska tätbefolkat, med 75 invånare per kvadratkilometer.